# András Adányi
 András Adányi (n.  27 decembrie 1715, Mezőtárkány-d.  12 decembrie 1795, Esztergom) a fost un scriitor, poet și călugăr iezuit maghiar.